# Jakob IV. (Schottland)

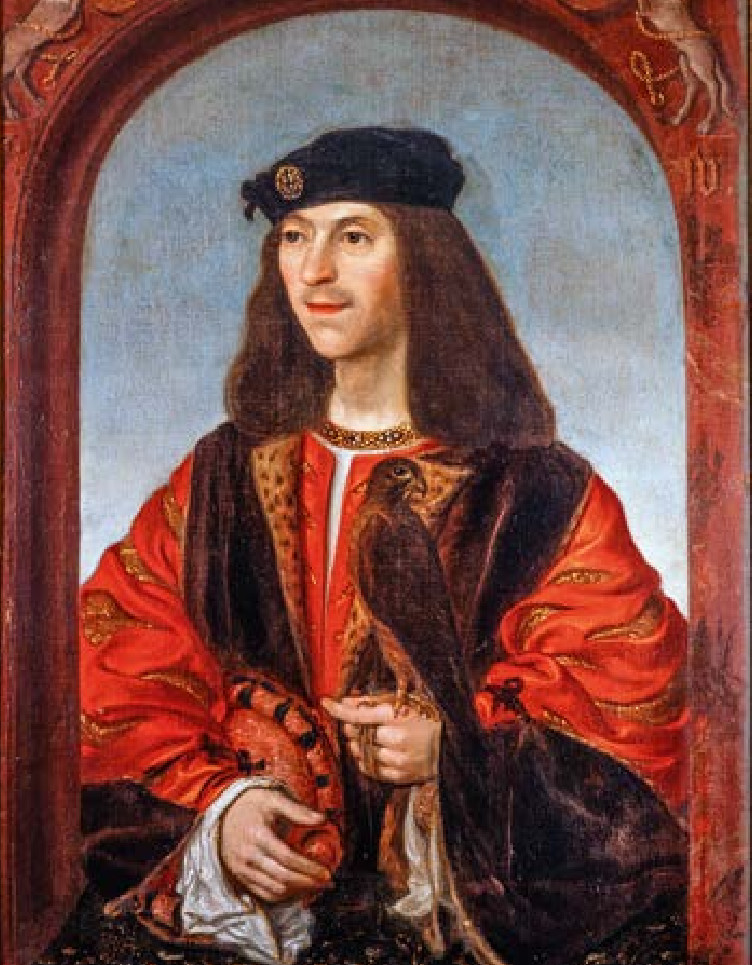
Jakob IV.

Jakob IV. (englisch James IV, schottisch-gälisch Seumas a Ceithir (IV); * 17. März 1473 vermutlich im Stirling Castle; † 9. September 1513 bei Branxton, Northumberland) war von 1488 bis zu seinem Tod König von Schottland. Er wurde als ältester Sohn von Jakob III. und dessen Ehefrau Margarethe von Dänemark geboren. Er wurde später als der fähigste König gepriesen, den Schottland jemals hatte. Unter seiner Herrschaft erholte sich das Land von den ständigen Kriegen der vergangenen Jahrhunderte. Seine Heirat mit der englischen Prinzessin Margaret Tudor nährte die Hoffnung auf einen dauerhaften Frieden mit dem Erbfeind England. Nach seinem Tod auf dem Schlachtfeld rankten sich Legenden um ihn, da sein Leichnam nicht eindeutig identifiziert werden konnte: Er habe in Wahrheit überlebt und sei den Engländern entkommen. Diese romantische Verklärung trug dazu bei, dass Jakobs Regierungszeit als eine Art goldenes Zeitalter galt.

## Kindheit und Jugend

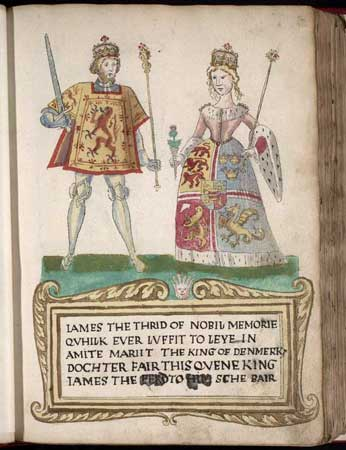
Jakob III. und Margarethe von Dänemark, Eltern Jakob IV.

Als Thronfolger erhielt Jakob nach seiner Geburt den Titel des Duke of Rothesay. Er verbrachte seine Kindheit im Stirling Castle in der Obhut seiner Mutter Margarethe. Sie ließ ihn bei Tisch ihr Fleisch schneiden und ihr Wasser zum Händewaschen reichen, „um ihn zu lehren, im Erwachsenenalter die Dienstboten zu befehligen“. Sein Vater Jakob III. war an einem dauerhaften Frieden mit England interessiert und verhandelte mit dem englischen König Eduard IV. über eine mögliche Heirat des Prinzen mit Eduards Tochter Cecily. Im Oktober 1474 wurde die Verlobung verkündet und eine Mitgift von 20.000 Mark Stirling vereinbart, die bis zum Jahr 1479 in Raten gezahlt wurde. Allerdings bedeutete diese Annäherung an England eine Entfremdung vom traditionellen Bündnispartner Frankreich, was zu Unzufriedenheit innerhalb des schottischen Adels führte. Der König machte sich zunehmend unbeliebt, und am 22. Juli 1482 wurde er von seinem Bruder Alexander Stewart, 1. Duke of Albany gefangen gesetzt. Zwischen Margarethe und Alexander fanden geheime Unterredungen statt, möglicherweise um zu erörtern, ob der König zur Abdankung zugunsten des Prinzen gezwungen werden könne. Obwohl die Königin und Albany sich letztendlich auf die Freilassung des Königs einigten, vergaß Jakob III. diese Demütigung nicht und betrachtete seinen Sohn, auf den sich die Hoffnungen der Unzufriedenen richteten, mit wachsendem Misstrauen.
Im Jahr 1484 wurde über eine Heirat zwischen dem Prinzen und Anne de la Pole verhandelt, einer Nichte des neuen englischen Königs Richard III. Der Sturz Richards durch Heinrich VII. ein Jahr später beendete diese Aussicht. Heinrich machte lediglich Angebote für Jakobs Brüder, möglicherweise aus strategischen Erwägungen für den Fall, dass er selbst eine Tochter haben würde.
Als der Prinz dreizehn Jahre alt war, starb seine Mutter Margarethe. Einer zeitgenössischen Biographie zufolge ermutigte sie ihren Sohn auf dem Sterbebett:

„Wenn du das Königreich deines Vaters erbst, vor allen Dingen liebe dein Volk wie dich selbst mit Gerechtigkeit, Gnade, Großzügigkeit und Zuneigung. Sei bereit sie anzuhören. Scheue keine Anstrengung. Trachte danach, deine Untertanen zusammen zu halten und dein Königreich in Frieden und Ruhe zu wahren. Achte darauf, dass Gerechtigkeit nicht durch Gier verletzt wird, denn dies verdirbt deinen Ruhm [...] So wie sich ein König von seinem Volk abhebt durch seine Kleidung, so sollte er dies auch durch sein Verhalten und seine Tugend.“

Entgegen allen Erwartungen bezog der König seinen Sohn nicht in die Regierungsgeschäfte ein, hielt ihn vom Hof fern und isolierte ihn in Stirling mit seinen Brüdern. Die Erhebung seines jüngeren Sohnes James Stewart zum Duke of Ross wurde oft als Vernachlässigung des Kronprinzen interpretiert. Am 2. Februar 1488, kaum einen Monat nach der Erhebung seines Bruders, floh Jakob aus Stirling Castle und schloss sich den Rebellen an. Sein Vater bemerkte diese Flucht erst drei Wochen später. Der Kronprinz wurde zur Galionsfigur der Rebellen. Zunächst wurde versucht, den Konflikt friedlich zu lösen. Im Frühjahr 1488 schlugen die Rebellen einen Friedensvertrag vor, die sogenannten Aberdeen-Artikel. Unter anderem sollte der Prinz auf sein Amt vorbereitet werden, Ratgeber und einen angemessenen Lebensunterhalt erhalten. Der König brach den Vertrag kurz nach der Unterzeichnung und führte seine Truppen gegen Stirling im Versuch, seinen Sohn gefangen zu nehmen. Jakob entkam, und die Armeen trafen in der später so genannten Schlacht von Sauchieburn am 11. Juni aufeinander. Obwohl der Prinz strikten Befehl gegeben hatte, seinen Vater nicht zu verletzen, wurde der König getötet, entweder im Kampf oder auf der Flucht. Jakob bedrückte die Mitschuld am Tod seines Vaters, und er trug seitdem bis zu seinem Tod einen Eisengürtel zum Zeichen seiner Buße, den er jedes Jahr mit zusätzlichen Gewichten beschwerte.

## Regierungszeit

### Innenpolitik
Jakobs Krönung erfolgte am 24. Juni 1488 in Scone, Perthshire. Wenige Tage später wohnte er der Beerdigung seines Vaters in Cambuskenneth bei, bevor er nach Stirling zurückkehrte und dort an einer Messe für seine Mutter teilnahm. Obwohl er bereits zu diesem Zeitpunkt Schuldgefühle wegen seines Vaters hegte, ließ er erst ab dem Jahr 1496 Messen für die Seele seines Vaters lesen, ein ungewöhnlich langer Zeitraum. Jakob sicherte seine Macht, indem er seinen Mitrebellen wichtige Ämter in der neuen Regierung übertrug. Sein erstes Parlament wurde am 6. Oktober eröffnet. Während der nächsten Monate beschäftigte sich das Parlament unter anderem damit, die Anhänger des alten Königs zu verfolgen, was im April 1489 zu einer weiteren Rebellion führte. Diesmal erhoben sich nicht nur die Anhänger Jakobs III., sondern auch Adlige aus dem Westen Schottlands wie Matthew Stewart, die mit der Regierung unzufrieden waren. Ein Versuch, den König gefangen zu nehmen, schlug fehl, ebenso die Belagerung von Dumbarton Castle. Es ging das Gerücht um, die ehemaligen Rebellen um Jakob IV. hätten den Schatz des alten Königs geplündert, und im Parlament vom 6. Februar 1492 wurden Sheriffs beauftragt, den Verbleib des Geldes zu ermitteln und die Mörder Jakobs III. zu finden. Möglicherweise um eine Versöhnung herbeizuführen, strukturierte Jakob seinen Rat um. So wurden bekannte Anhänger Jakobs III. in den Rat aufgenommen, darunter Henry Arnot, Abt von Cambuskenneth, als Schatzmeister und William Elphinstone als Siegelbewahrer.
Schottland wurde nach wie vor von den Clans kontrolliert, und die neue Regierung konzentrierte sich darauf, die Macht des Königs auszudehnen. Im Norden war es besonders der Clan MacDonald, auch als Lords of the Isles bezeichnet, der regelmäßig in Machtkämpfe verstrickt war. Nach einem Überfall auf Inverness, gefolgt von einer Vergeltungsaktion des Clan MacKenzie, wurde der Titel des Lord of the Isles per Parlamentsbeschluss an die Krone zurückgegeben. Anschließend reiste Jakob in den Norden, um sich von den Anführern den Treueeid leisten zu lassen. Zum ersten Mal kam der junge König mit der Kultur und der gälischen Sprache der Highlands in Berührung, was ein lebenslanges Interesse in ihm weckte. Bislang hatte Jakob die Regierungsgeschäfte größtenteils seinem Rat überlassen. Im Jahr 1495 übernahm er endgültig selbst die Kontrolle und ging deutlich härter gegen die aufsässigen Clananführer vor. Mit wiederholten Besuchen und Treueschwüren versuchte er sie stärker in das Feudalsystem einzubinden, was auf Unwillen stieß. Als es zu Aufständen kam, entsandte Jakob am 20. April 1504 eine Flotte zum Cairn-na-Burgh Castle, wo sich angeblich der Enkel des Lord of the Isles, Donald Dubh, aufhalten sollte. Die Festung wurde im Juni eingenommen, Dubh jedoch wurde nicht gefunden. Dennoch hatte Jakob ein Exempel statuiert, und die meisten Clans unterwarfen sich dem König. Nachdem Dubh im Juni 1506 schließlich gefunden worden war, überließ Jakob den Norden größtenteils Colin Campbell, Earl of Argyll und Alexander Gordon, 3. Earl of Huntly.
Auch reformierte Jakob das Rechtssystem in Schottland. Unter ihm entwickelten sich zentrale Zivilgerichte, die die bisher üblichen Parlamentskomitees ersetzten. Jakob versuchte zunächst eine eigene Rechtsschule zu errichten und unterstützte daher die Gründung der Universität von Aberdeen. Dennoch waren nach wie vor die europäischen Städte auf dem Kontinent wie beispielsweise Padua die Zentren für weiterführende Jurastudien. Jakob begann daraufhin die Barone zu ermutigen, ihren Söhnen eine Universitätsbildung zu ermöglichen, um die Zivilgerichte mit fähigen Juristen besetzen zu können. Ein entsprechender Parlamentsakt im Jahr 1496 verpflichtete alle Landbesitzer, ihre ältesten Söhne zur Schule zu schicken. Unter Jakob fanden regelmäßige Anhörungen statt, oft im Beisein des Königs, und mitunter griff er selbst ein, um lokale Fehden zu beenden. Während er das Parlament nur vergleichsweise selten einberief, wurden Regierungsangelegenheiten von Ratsversammlungen erledigt. Ab dem Jahr 1497 waren diverse Regionen Schottlands in den Ratsversammlungen vertreten, zusammen mit einem festen Kern königlicher Ratgeber.

### Verhältnis zu England unter HeinrichVII.
An der englisch-schottischen Grenze kam es regelmäßig zu Grenzüberfällen, von denen besonders die dort ansässigen Adligen profitierten. Daher wurden Versuche, Frieden mit England zu schließen, generell misstrauisch betrachtet, und Jakob handelte nach seiner Machtübernahme mit König Heinrich VII. lediglich einen dreijährigen Waffenstillstand aus.  Heinrich ging es in erster Linie darum, Schottland von der Unterstützung der Rebellen aus dem Haus York abzuhalten, weshalb er Jakob eine Ehe mit seiner Verwandten Katherine vorschlug. Allerdings war sie nicht von königlichem Blut und kam somit für Jakob als Braut nicht in Frage.
Heinrichs Sorge in Bezug auf yorkistische Rebellen war nicht unbegründet. 1495 versuchte der Prätendent Perkin Warbeck, der sich als Richard of Shrewsbury, 1. Duke of York ausgab, in England zu landen und den Thron als Richard IV. zu beanspruchen. Nach zwei Niederlagen war er nach Schottland geflohen, wo Jakob ihn ehrenvoll empfing. Für den schottischen König war Warbeck ein willkommenes politisches Druckmittel, nicht nur um Heinrich VII. in Schach zu halten, sondern auch, um eine gute Partie mit einer Prinzessin aus einer der einflussreichen europäischen Königsfamilien zu machen.

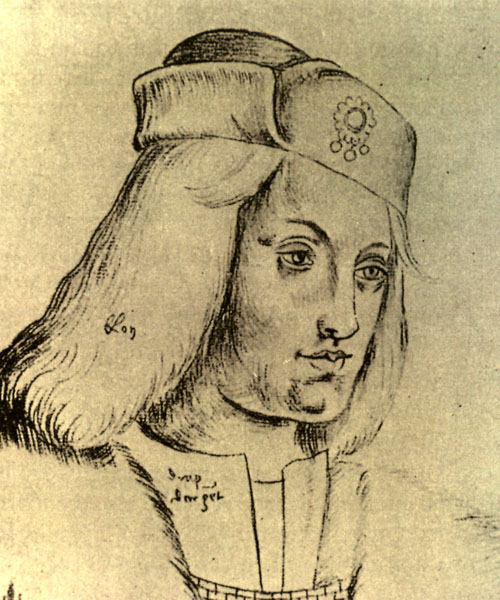
Perkin Warbeck

Zunächst strebte er eine Verbindung mit Margarete von Österreich an, Tochter des späteren Kaisers Maximilian I., danach eine Ehe mit einer Tochter der Katholischen Könige. Letztere waren jedoch an einer Allianz mit England gegen Frankreich interessiert, was Jakob veranlasste, Warbeck als Richard IV. anzuerkennen und in seiner Gegenwart die spanischen Botschafter zu demütigen. Im Januar 1496 arrangierte er für ihn eine Ehe mit Lady Catherine Gordon, einer Tochter des Earl of Huntly, und nahm an den Turnieren der Hochzeitsfeierlichkeiten teil. Um die wachsende Bedrohung durch den Prätendenten zu neutralisieren, nahm Heinrich VII. erneut Verhandlungen mit dem schottischen Adel auf und bot Jakob seine eigene Tochter Margaret Tudor als Braut an. Jakob beschloss, dennoch ein Zeichen zu setzen, und führte am 20. September 1496 ein Heer über die Grenze, das sich nach einer Reihe von Plünderungen jedoch zurückzog, als ein englisches Heer auftauchte. Wegen der geringen Wirkung wird dieser Einfall in England generell eher als ein größerer Grenzüberfall und nicht als Invasion betrachtet. Dennoch zeigte sich Jakob einmal mehr als begeisterter Feldherr.
Am 5. November erreichte die Nachricht Jakob, dass Heinrich ihm den Krieg erklärt habe. Im Winter war es jedoch nicht üblich, Krieg zu führen, und als der Sommer kam, hatte Jakob die Grenzen befestigt und sein Land vorbereitet sowie mehrere Grenzüberfälle durchgeführt. Im Juli 1497 sandte er Warbeck nach Irland. Trotz mehrerer Zusammenstöße kam es zu keinen ernsthaften Kampfhandlungen, wenngleich die Finanzen beider Reiche strapaziert wurden. Dennoch hatte Jakob den Respekt seiner Landsleute gewonnen, und Heinrich versuchte erneut über Frieden zu verhandeln. Diesmal einigten sich beide Parteien auf eine siebenjährige Waffenruhe, die verlängert werden sollte bis zum Tod eines der beiden Könige. Im Jahr 1498 einigten sich beide Könige, dass Jakob Margaret Tudor heiraten würde. Zu diesem Zweck wurde Anfang 1502 der Anglo-Schottische Vertrag ratifiziert, der einen bleibenden Frieden garantieren sollte. Unter anderem besagte der Vertrag, dass der König, der ihn zuerst brach, exkommuniziert werden sollte, was von Papst Alexander VI. im Mai 1503 bestätigt wurde. Die Hochzeit fand zunächst als Trauung per Stellvertreter statt, und am 8. August 1503 heiratete Jakob Margaret in Holyrood Palace. Obwohl es eine arrangierte Ehe war, wuchs rasch Zuneigung zwischen den beiden. Jakob zeigte sich als fürsorglicher Ehemann, benannte ein Schiff nach ihr, schenkte ihr einen Talisman gegen Krankheiten und ging auf Pilgerfahrt nach Whithorn, um für ihre Genesung zu beten, als Margaret nach der Geburt ihres ersten Kindes schwer krank war. Der Frieden mit England schien gesichert.

### Kultur und Kunst
Jakob gilt als letzter schottischer Monarch, der fließend Gälisch sprach. Er war sehr gebildet, und es wurde behauptet, dass er zehn Sprachen fließend spreche: (Scots, Englisch, Gälisch, Latein, Französisch, Deutsch, Italienisch, Flämisch, Spanisch und Dänisch). Sein Interesse an der gälischen Kultur zeigte sich darin, dass er oft Barden und Musikanten aus den schottischen Highlands an den Hof rief. Der Hof wurde zu einem Zentrum von Kunst und Kultur, wo lateinische und schottische Literatur gezielt gefördert wurden. Jakob selbst betätigte sich als Mäzen und ermutigte andere Mäzene, an den Hof zu kommen. Auch beschäftigte er damals bekannte Literaten wie Archibald Whitelaw und Patrick Panter als seine Sekretäre und förderte die Druckkunst. 1507 erteilte er die Erlaubnis für den Bau einer Druckerpresse in Edinburgh, um Chroniken, Gesetze, theologische Schriften und Statuten drucken zu lassen. 1497 stiftete Jakob IV. die erste Regius-Professur Großbritanniens, den Regius Professor of Medicine an der University of Aberdeen.  Die intellektuelle Atmosphäre bei Hofe entsprach dem Zeitgeist der Renaissance. Durch den Austausch von Botschaftern mit allen Monarchien des Kontinents gab es einen regen kulturellen Austausch mit dem Festland. Tjostturniere erlebten eine neue Blüte.
Jakobs Interesse galt zudem der Architektur. Teils aus militärischen Erwägungen, teils aus privaten Gründen baute und erweiterte er Paläste und Schlösser. Im westlichen Kilkerran erbaute er ein neues Schloss und in Holyrood einen Wohnturm. Edinburgh Castle erhielt eine neue Große Halle, in der sich teils französischer, teils englischer Einfluss widerspiegelt. Stirling Castle erhielt eine neue Vorburg, um den Zugang zum Schloss zu sichern, sowie eine neue Halle. Linlithgow Palace erhielt nicht nur neue Wohnquartiere, sondern auch einen prächtigen Eingang. Zudem investierte er Zeit und Geld in den Aufbau der schottischen Artillerie. Auch Medizin und Alchemie förderte er gezielt. Nachweislich zog der König selbst einem Höfling einen Zahn. Er förderte den Alchemisten John Damian, der das Elixier des Lebens brauen wollte und vergebliche Flugversuche unternahm.

### Krieg mit England und Tod
Obwohl im Jahr 1509 anlässlich der Thronbesteigung Heinrichs VIII. der Friedensvertrag zwischen England und Schottland erneuert wurde, geriet Jakob in Konflikt mit England, als ein Jahr später Papst Julius II. mit der Liga von Cambrai eine antifranzösische Allianz schloss. Da Jakob mit beiden Parteien befreundet war und sich durch die Auld Alliance Frankreich verpflichtet fühlte, versuchte er den Konflikt zwischen dem Papst und Frankreich zu schlichten, allerdings erfolglos. Hinzu kam, dass sich das Verhältnis zu England mehr und mehr verschlechterte. Jakob reagierte auf die Arroganz des jungen englischen Königs hochfahrend und gereizt und war eher an guten Beziehungen zu Frankreich als zu England interessiert. Im Jahr 1511 trat Heinrich in die Heilige Liga ein, der u. a. auch sein Schwiegervater Ferdinand II. und die Republik Venedig angehörten und die sich gezielt gegen den französischen König Ludwig XII. richtete. Daraufhin wandte sich Ludwig an Jakob und schlug ihm ein neues Bündnis mit dem Zusatz vor, dass im Falle eines Krieges mit England der andere Partner England ebenfalls den Krieg erklären würde. Jakob zögerte bis zum Juli 1512 und stimmte schließlich zu, wahrscheinlich erbost über Englands Behauptung, Schottland übergeordnet zu sein. Papst Julius drohte daraufhin Jakob mit der Exkommunikation und hinterließ nach seinem Tod entsprechende Anweisungen, sollte der König England tatsächlich angreifen. Trotz aller Bemühungen Jakobs, dieses Urteil aufzuheben, wurde es von Julius’ Nachfolger Leo X. bestätigt.
Im Zuge der Italienischen Kriege fiel Heinrich VIII. 1513 mit seiner Armee in Frankreich ein, wahrscheinlich in dem Glauben, dass die drohende Exkommunikation Jakob von einer Invasion Englands abhalten würde. Damit trat zwischen Schottland und Frankreich der Bündnisfall ein. Trotz der päpstlichen Drohung nutzte Jakob die Abwesenheit Heinrichs und erklärte England den Krieg, ein bei seinen Untertanen populärer Schritt. Am 24. August hatte das schottische Heer die Grenze zu Northumberland überschritten und nach kurzer Zeit Norham Castle und die Festungen von Etal und Ford in Northumberland eingenommen. Das schottische Heer bezog Stellung auf Flodden Hill. Nach dem Eintreffen des englischen Heers unter der Führung von Thomas Howard, Earl of Surrey wurde Jakob am 9. September von Surrey provoziert, der damit drohte, ihm den Rückweg abzuschneiden, und befahl einen sofortigen Angriff. Er selbst führte seine Truppen in die Schlacht, obwohl die Adligen ihn drängten, zurückzubleiben und die Truppen zu befehligen. Der spanische Botschafter Pedro Ayala kritisierte: „Er ist kein guter Kommandant, denn er beginnt zu kämpfen, bevor er seine Befehle erteilt hat.“ Die Schlacht von Flodden Field wurde zum blutigen Höhepunkt des Feldzugs. Obwohl die Schotten beinahe Surreys Bruder getötet hätten, wendete sich das Blatt schnell zu Gunsten der Engländer. Im Verlauf der Schlacht fiel der König, angeblich nur eine Speerlänge von Surrey entfernt. Mit ihm starben u. a. der Erzbischof von St Andrews, neun Earls, vierzehn Lords und etwa zehntausend seiner Untertanen.
Eine Leiche, die man für den toten schottischen König hielt, wurde auf dem Schlachtfeld geborgen und nach London überführt. Königin Katharina von Aragon, zu diesem Zeitpunkt amtierende Regentin von England, sandte ihrem in Frankreich weilenden Gemahl Jakobs Mantel und einen Brief:

„Euer Gnaden sollen sehen, wie ich meine Versprechen halten kann, da ich Euch im Gegenzug für Eure Banner den Mantel eines Königs sende. Ich wollte Euch ihn selbst senden, doch unsere Engländer wollten es nicht zulassen. Für ihn wäre es besser gewesen, im Frieden zu leben als auf diese Art entlohnt zu werden.“

Da Jakob exkommuniziert worden war, stand ihm kein christliches Begräbnis zu. Sein Leichnam wurde zunächst nach Berwick-upon-Tweed und später nach London überführt. Heinrich selbst schrieb an den Papst und bat um Erlaubnis, seinen Schwager „mit königlichen Ehren in St. Paul’s“ bestatten zu dürfen. Dennoch erhielt Jakob niemals ein Staatsbegräbnis, und es wurde vermutet, dass er zu einem unbekannten Zeitpunkt in St. Paul’s beigesetzt wurde. Allerdings behauptete der elisabethanische Antiquar Stow, dass er den Leichnam des Königs in der ehemaligen Abtei von Sheen gesehen habe, „in einer alten Abstellkammer, zwischen altem Holz, Steinen, Blei und anderen Trümmern“. Arbeiter schnitten der Leiche später den Kopf ab „zu ihrem eigenen, närrischen Vergnügen“, er wurde aber von einem anderen Londoner gerettet, der ihn eine Weile behielt und ihn letztendlich in der St Michael’s Church in London bestatten ließ. Angeblich wies der Kopf nach wie vor Jakobs rote Haare und einen Bart auf. Die Kirche fiel im Jahr 1666 dem Großen Brand von London zum Opfer; heute befindet sich an ihrem früheren Standort ein Pub.

## Nachleben
Jakobs Leichnam konnte nach der Schlacht nicht eindeutig identifiziert werden. Somit kamen bald Legenden auf, dass er überlebt und eine Pilgerfahrt in das Heilige Land angetreten habe. Seine Witwe Margaret Tudor nutzte diese Legende später als Argument für die Auflösung ihrer zweiten Ehe. Wegen seines Kampfes gegen die Engländer wurde er zum Nationalhelden, und Sir David Lyndsay nannte ihn „die Herrlichkeit fürstlicher Herrschaft“. Ayala, ein Zeitgenosse, der sich während der Perkin-Warbeck-Ereignisse in Schottland aufhielt, lobte Jakobs Tapferkeit und Kühnheit sowie seine Begeisterung für das Kriegshandwerk. John Ramsay hingegen kritisierte die Starrköpfigkeit des Königs. Seine Regierungszeit wurde als ein goldenes Zeitalter verklärt, und Jakob selbst wurde in diversen Geschichten verewigt, die ihn als beliebten, fähigen und weisen Herrscher zeigen, der jedoch auf schlechte Ratgeber hört.
Im Verlauf des 20. Jahrhunderts bildeten sich Historiker verschiedene Meinungen über Jakob. Die verbreitete Ansicht in den 1950ern war, dass Jakob ein typischer, gebildeter Fürst der Renaissance, in politischen Angelegenheiten jedoch ein Stümper und „mondsüchtiger Romantiker“ gewesen sei. Gegen Ende des 20. Jahrhunderts wurden andere Ansichten laut, insbesondere dank neuer Forschungen zu den mittelalterlichen schottischen Königen. Sie zeichneten Jakob als durchaus fähigen Staatsmann, der die Schlacht von Flodden nicht aufgrund eklatanter Fehlentscheidungen verlor, sondern weil sich in letzter Minute das Blatt wendete. Er hatte eine beachtliche Marine und Artillerie aufgebaut, und er kontrollierte größere Teile Schottlands als seine Vorgänger. Seit Beginn des 21. Jahrhunderts gilt Jakob als der erfolgreichste schottische König.

## Familie

### Legitime Kinder mit Margaret Tudor
- James (* 21. Februar 1507; † 27. Februar 1508), Duke of Rothesay
- Tochter (*/† 15. Juli 1508 im Holyrood Palace)
- Arthur (* 20. Oktober 1509; † 14. Juli 1510), Duke of Rothesay
- Jakob V. (* 10. April 1512; † 14. Dezember 1542), König von Schottland
- Tochter (*/† November 1512 im Holyrood Palace)
- Alexander (* 30. April 1514; † 18. Dezember 1515), Duke of Ross

### Illegitime Kinder
Mit Marion Boyd, Tochter des Archibald Boyd of Bonshaw:
- Alexander Stewart (1493–1513), war von Jakob zum Erzbischof von St Andrews ernannt worden und starb mit seinem Vater auf dem Schlachtfeld von Flodden.
- Catherine Stewart († 1554), ⚭ James Douglas, 3. Earl of Morton

Mit Margaret Drummond (um 1482–1502), Tochter des John Drummond, 1. Lord Drummond:
- Margaret Stewart (* 1497), ⚭ (1) 1512 John, Lord Gordon († 1517), Sohn des 3. Earl of Huntly ⚭ (2) Sir John Drummond of Innerpeffrey

Mit Janet Kennedy (um 1483–1543), Tochter des John Kennedy, 2. Lord Kennedy:
- James Stewart, 1. Earl of Moray (* 1499, † 2. Dezember 1544)
- Zwei weitere Kinder, die im Säuglingsalter starben

Mit Lady Isabella Stewart (um 1480–1557), Tochter des James Stewart, 1. Earl of Buchan:
- Jane Stewart (* 1502; † 1563), ⚭ Malcolm Fleming, 3. Lord Fleming (Haus Fleming); Jane machte Furore als Geliebte des Königs Heinrich II. von Frankreich